# Hszü Kan
Hszü Kan (hagyományos kínai: 徐幹; egyszerűsített kínai: 徐干; pinjin (pinyin) hangsúlyjelekkel: Xú Gàn; magyar népszerű: Hszü Kan; adott neve: Vej Csang (Wei Zhang) 偉長 / 伟长; 171-217) filozófus, író, költő a Han-kor végén. A Csien-an (Jian’an)-kor hét költője néven ismert költőcsoport egyik tagja.

## Élete és munkássága
Hszü Kan (Xu Gan) filozófusként, íróként és költőként egyaránt ismertséget szerzett nevének. Keményen ostorozta az állami ellenőrzést megkerülő kiskirályokat, maga azonban betegségére hivatkozva sohasem vállalt hivatalt. Szintén jól ismerte a népdal társadalmi töltését, és bravúrosan használta a jüe-fu (yuefu) versformát. Konfuciánus filozófusként a rend és a trónörökös, Cao Pi feltétel nélküli híve volt. Vang Can (Wang Can)nal, Csen Lin (Chen Lin)nel, Jing Csang (Ying Chang)gal, Liu Csen (Liu Zhen)nel, Kung Zsung (Kong Rong)nal és Zsuan Jü (Ruan Yu)val alkották a Csien-an (Jian'an) kor hét költője néven ismert költőcsoportot.